# Стратегическая культура
Стратегическая культура (англ. strategic culture) — понятие, введенное американским международником Джеком Снайдером в 1970-х гг. для сравнения ядерных доктрин США и СССР, обозначает целостную систему символов (то есть способов аргументации, аналогий, метафор), которая формирует представления о роли и эффективности военной силы в межгосударственных отношениях, придавая им ауру очевидности. Изначально этот термин означал особые способы приспособления к среде и решения проблем, связанных с угрозами и применением силы, характерные для какой-либо нации. Однако, позже от данной интерпретации отказались, поскольку она не имела универсального объяснения.

## Понятие «культура» и понятие «стратегия»
Главная проблема понятия «культуры» состоит в том, что оно имеет множество интерпретаций.
- Классическая концепция Гердера предполагает, что культура — это исторический процесс развития и облагораживания способностей человека. Гердер делает акцент на представление об определяющей роли «наук и искусств», а также на наличии связи с просвещенческим идеалом прогресса.
- В теории социальных систем Парсонса понятие «культура» использовалось для характеристики ценностей и других символически смысловых составляющих системы социального действия. Культура, таким образом, направляет действие, задавая ценности, которые ориентируют поведение. На такое понимании культуры опиралась концепция «political culture» Алмонда и Вербы.
- Символическая концепция Уайта и Гирца: культура — это совокупность символических форм, посредством которых люди общаются друг с другом и делятся своим опытом. Ориентация в социальном пространстве предполагает наличие систем смысловых значений, конструируя которые, мы опираемся на предшествующий культурный опыт.
- Стратегия же обозначает всю совокупность политических средств, обеспечивающих существование политии в меняющейся международной среде, ее безопасность, национальные интересы и т. д..

## История концепции стратегической культуры
Понятие «стратегическая культура» было введено Джеком Снайдером в отчете для RAND corporation (1977). Снайдер предложил взглянуть на советские подходы к стратегическому мышлению как на уникальную «стратегическую культуру», в рамках которой проходит социализация индивидов. Предметом отчета был вопрос о том, действительно ли СССР готов ограничить применение ядерного оружия. Снайдер призывал решать данную проблему, исходя из стратегической культуры СССР. Таким образом, под стратегической культурой понимали тогда общую сумму идей, эмоциональных реакций и привычных моделей поведения в отношении ядерной стратегии, разделяемых членами национального стратегического сообщества.
Примерно в это же время вышла книга британского международника Кена Бута «Стратегия и этноцентризм» (1979), которая привлекла внимание к опасности «этноцентризма», то есть тенденции рассматривать все общества, используя систему координат собственной культуры. Снайдер и Бут считаются «отцами-основателями» данного подхода.
В 1977 году американский ученый Ричард Пайпс написал статью «Почему СССР думает, что может выиграть в ядерной войне?». В ней он пришел к выводу о том, что главные различия между советской и американской стратегиями вытекают из разных представлений о роли конфликтов и насилия в человеческих отношениях, разных функций военных институтов в двух обществах.
Таким образом, первое поколение исследователей понимают под стратегической культурой особые способы приспособления к среде и решения проблем, связанных с угрозами и применением силы, характерные для конкретной нации. Стратегическая культура включает в себя:
- традиции
- ценности
- ориентация
- модели поведения, привычки
- обычаи

￼Позже (1990) Дж. Снайдер отказался от использования термина стратегической культуры в силу избыточной широты его интерпретации. Предложенная им концепция не претендовала на роль универсального объяснения.
Основной недостаток «первого поколения» исследователей стратегической культуры состоял в обширной широте понятия. В качестве факторов, формирующих стратегическую культуру, рассматривались: география, исторические практики, национальный характер, идеология, организационная культура и др. Возникает вопрос: что тогда не имеет отношения к стратегической культуре? Более того, возникла проблема с источниками. Ученые задались вопросами:
- как выявить стратегическую культуру?
- к каким источникам обращаться и за какой период времени?
- почему определенные периоды должны считаться определяющими для формирования стратегической культуры?

## Концепция А. Джонстона. Реконструкция стратегической культуры
После завершения холодной войны возникла потребность объяснить драматические изменения мировой политики с середины 1990-х гг. В 1995 году профессор Гарвардского университета Алистер Джонстон написал работу «Культурный реализм: Стратегическая культура и большая стратегия в китайской истории», пытаясь построить более строгую концепцию стратегической культуры. По Джонстону, культура — как среда идей и представлений, которая ограничивает стратегические выборы. Стратегическая культура же — это целостная «система символов» (то есть способов аргументации, аналогий, метафор), которая формирует представления о роли и эффективности военной силы в межгосударственных отношениях, придавая им ауру очевидности. Тем самым стратегическая культура создает долговременные стратегические предпочтения.

#### Элементы стратегической культуры по Джонстону
(1) Базовые представления о стратегической среде:
- о роли войны (норма или отклонение)
- о неприятеле и связанных с ним угрозах (игра с нулевой или с непостоянной суммой)
- об эффективности использования силы (способность контролировать результат; условия, при которых применение силы полезно￼￼￼￼￼￼)

(2) Представления о наиболее эффективных вариантах стратегических ответов на угрозы
Объектами анализа Джонстона были тексты (письменные и устные) стратегических мыслителей, военных лидеров, национальных элит, принимающих решения в области безопасности + образы войны и мира, запечатленные в литературе и СМИ.

## Критика
Как и любая концепция, стратегическая культура становилась объектом критики. В частности, ученые Ивэр Нойманн и Хенрикки Хейкки считали :
- исследования стратегической культуры асинхронны исследованиям культуры в других дисциплинах.
- возникла проблема разведения стратегической культуры и поведения. (Но: как можно интерпретировать стратегическое поведение, если не в контексте стратегической культуры).
- антропологи и почти все социологи используют понятие «культура» не как независимую переменную, а как конституирующее понятие.
- культура не функционирует, она является предпосылкой действий, тем, что делает действие возможным.
- культура не имеет четких границ, это — неопределенное целое, взаимно пересекающееся с другими целыми такого же рода.

## Стратегическая культура Великобритании
- Определяющая характеристика британской стратегической культуры — дилемма атлантизма / европеизма (быть сильной на море и одновременно иметь надежных союзников на континенте).
- Роспуск колониальной империи, однако приверженноость статусу великой державы (постоянный член Совета Безопасности ООН; собственное ядерное оружие (1952 г.).
- Акцент на многосторонность (НАТО, ООН, с 1973 г. — ЕС): возможность сохранять влияние.
- Колониальное прошлое: особое чувство международной ответственности за поддержание мира и урегулирование кризисов.
- Прагматизм и гибкость как принцип развития вооруженных сил (быстрое и эффективное реформирование ВС по окончании холодной войны (с 315 тыс. до 210 тыс. к 2004 г.; мобильность); согласно Оборонной Доктрине, должны решать широкий спектр задач, которые могут возникать в конфликте)[6].